# چاندپاسا قسمت
چاندپاسا قسمت (به لاتین: Chandpasa Kismat) یک روستا در بنگلادش است که در استان باریسال و در ناحیه باریسال واقع شده است.